# Cachoeira do Piriá
Cachoeira do Piriá är en kommun i Brasilien.   Den ligger i delstaten Pará, i den nordöstra delen av landet, 1 500 km norr om huvudstaden Brasília. Antalet invånare är 26 476.
I omgivningarna runt Cachoeira do Piriá växer i huvudsak städsegrön lövskog. Runt Cachoeira do Piriá är det mycket glesbefolkat, med 7 invånare per kvadratkilometer.